# Lon Fuller
Lon Luvois Fuller fue un destacado filósofo jurídico estadounidense, quien escribió La moral de la Ley en 1964, discutiendo la relación entre derecho y moral. Fuller fue profesor de Derecho de la Universidad de Harvard por muchos años, y es conocido en el Derecho norteamericano por sus contribuciones a la ley de contratos. Su debate con H. L. A. Hart en la Harvard Law Review (Vol. 71) era muy importante para la definición de los conflictos modernos entre el positivismo jurídico y la ley natural. Por el año 1949 escribe para la Revista de leyes de Harvard uno de los más famosos casos hipotéticos: “El Caso de los exploradores de cavernas”:

## Los ocho vías para que un sistema jurídico fracase
1. La ausencia de normas o leyes, lo que conduce a la adjudicación Ad hoc e inconsistente.
2. Las leyes secretas o no publicadas: el no dar a conocer o dar a conocer las normas de la ley.
3. La falta de claridad de la legislación, de modo que es imposible de entender.
4. La legislación retroactiva.
5. Las leyes contradictorias entre sí.
6. Las leyes que exigen conductas imposibles o acciones que están más allá del poder de los sujetos y los gobernados.
7. La legislación inestable (por ejemplo, las revisiones diarias de las leyes).
8. La divergencia entre lo establecido legalmente y la práctica de las autoridades.

Fuller presentó estos problemas en su libro La moral del Derecho, a partir de una entretenida historia acerca de un rey imaginario llamado Rex quien intenta gobernar, pero que descubre que es incapaz de hacerlo de una manera significativa cuando cualquiera de estas condiciones no se cumplen. Fuller sostiene que el propósito de la ley es que "la conducta humana este sujeta al gobierno de las normas". Cada una de las 8 características que conducen al fracaso de los sistemas jurídicos, forman un correspondiente principio para evitar las lagunas que deben ser respetadas en la legislación. Si alguno de estos 8 principios no está presente en un sistema de gobierno, dicho sistema no podría ser considerado como un caso de sistema legal por carecer las disposiciones de gobierno de la forma característica de la legalidad. El sistema, mientras más se acerque al ideal de cada uno de los ocho rasgos, más cerca estará del ideal de sistema jurídico, aunque en realidad todos los sistemas deben hacer concesiones. Estos principios, afirma Fuller, representan lo que denomina la moral interna del derecho, y argumenta que el cumplimiento de estos lleva a crear leyes justas, alejadas de la maldad.
En su revisión de La moral de la Ley, Hart critica el trabajo de Fuller, diciendo que estos principios no son más que principios de eficacia, ""es inadecuado"", dice, "llamarlos morales". Se podría muy bien hablar tanto de la moral interna de la actividad de envenenar a otros, como de la moral interna de la ley, pero por supuesto nos encontramos con esta idea absurda. Existe un debate contemporáneo, con mucha "grandilocuencia e invectiva" (M. Kramer, "Lobo Feroz ", (2005)), entre el profesor Matthew Kramer y el Dr. Nigel Simmonds ("Law as a Moral Idea", Oxford University Press, 2007) sobre el valor moral del Estado de Derecho, definido en función de los 8 principios Fuller. El primero está de acuerdo con Hart en que es compatible con gran iniquidad, con el argumento de que los malos regímenes tendrían buenas razones prudenciales para el cumplimiento de la misma. Este último sostiene que la adhesión al imperio de la ley tiene un valor en sí mismo, dando a los ciudadanos una libertad para actuar como les plazca y de ajustar su conducta a las reglas y saber que si usan la fuerza más allá de lo prescrito, no será utilizado contra ellos por el Estado. Malos regímenes tendrían todas las razones para operar fuera del Estado de Derecho y "chill" a la población en el cumplimiento, en lugar de usar el imperio de la ley para sus propios fines como Kramer sugiere.

## Algunas publicaciones
- Law in Quest of Itself, 1940  [vi]+ 150 p. reimpreso 1999, 2012 por The Lawbook Exchange, Ltd. ISBN 9781584770169 ISBN 1584770163

- Basic Contract Law, 944 p. 1947 (2ª ed. 1964) ISBN 0314200347 ISBN 978-0314200341

- Problems of Jurisprudence, 1949

- Positivism and Fidelity to the Law. A Reply to Professor Hart. In: Harvard Law Review 71 (1958): 630-672, ISSN 0017-811X.

- Legal Fictions. Publicó Stanford Univ. Press, 142 p. 1967 ISBN 0804703280, ISBN 9780804703284

- The forms and limits of adjudication. In: Michael Freeman (ed.) Alternative dispute resolution. University Press, New York 1995, p. 3–60, ISBN 0-8147-2636-4.

- Mediation. Its forms and functions. In: Michael Freeman (ed.) Alternative dispute resolution. University Press, New York 1995, p. 115–150, ISBN 0-8147-2636-4.

### Monografías
- The Morality of Law. Ed. Yale Univ. Press, New Haven 1978, ISBN 0-300-00472-9 (EA 1963).

## Literatura
- Kenneth Winston (ed.) The principles of social order. Selected essays of Lon L. Fuller. Hart, Oxford 2001, ISBN 1-8411-3234-9.